# Choisya neglecta
Choisya neglecta là một loài thực vật có hoa trong họ Cửu lý hương. Loài này được C.H.Müll. mô tả khoa học đầu tiên năm 1940.